# Odynerus firmus
Odynerus firmus är en stekelart som beskrevs av Cresson 1872. Odynerus firmus ingår i släktet lergetingar, och familjen Eumenidae. Inga underarter finns listade i Catalogue of Life.